# Ленґ-Пробоство
Ленґ-Пробоство (пол. Łęg Probostwo) — село в Польщі, у гміні Дробін Плоцького повіту Мазовецького воєводства.
Населення — 250 осіб (2011).
У 1975-1998 роках село належало до Плоцького воєводства.

## Демографія
Демографічна структура станом на 31 березня 2011 року:
|          | Загалом | Допрацездатний вік | Працездатний вік | Постпрацездатний вік |
| -------- | ------- | ------------------ | ---------------- | -------------------- |
| Чоловіки | 123     | 25                 | 85               | 13                   |
| Жінки    | 127     | 23                 | 75               | 29                   |
| Разом    | 250     | 48                 | 160              | 42                   |